# Daniel Moyano
Daniel Moyano (* 6. Oktober 1930 in Buenos Aires; † 1. Juli 1992 in Madrid) war ein argentinischer Schriftsteller.

## Leben
Moyano verbrachte seine Kindheit größtenteils in Córdoba und La Rioja, was sich später deutlich in seinem literarischen Schaffen widerspiegelt. 1960 konnte er mit einer Sammlung von Erzählungen erfolgreich debütieren.
Als sich die Junta unter Führung Generals Jorge Rafael Videla 1976 an die Macht putschte, ging Moyano ins Exil nach Spanien. Mit Ausnahme einiger Zeit in London, lebte er anschließend in Madrid. Er starb 1992 und fand dort auch seine letzte Ruhestätte.

## Werke (Auswahl)
Erzählungen
- El fuego interrumpido. 1967.
- La lombriz. 1964.
- El monstruo y otros cuentos. 1967.
- El oscuro. 1968.
- El trino del diablo.
- Die Geschichte vom grünen Falken und der wundertätigen Flöte. (span. Orig. 1985; Erstveröffentlichung auf Deutsch; Premio Rulfo, Paris 1986) Übers. José Antonio Friedl Zapata. In: Ein neuer Name, ein fremdes Gesicht. 26 Erzählungen aus Lateinamerika. Hg. wie Übers. Sammlung Luchterhand, 834. Neuwied, 1987, 1989, S. 102–122

Romane
- Libro de navíos y borrascas. 1983.
- Una luz muy lejana. 1967.
- El oscuro. 1970.
- El rescate.
- El vuelo del tigre. 1981.